# Szeged–Makó tram-train
A Szeged–Makó tram-train egy hosszú távon tervezett vasút-villamos vonal Csongrád-Csanád vármegyében, Szeged és Makó között. A megvalósításához szükséges a szegedi déli Tisza-híd megépítése, amely közös közúti-vasúti Tisza-híd lenne.

Békéscsaba–Kétegyháza–Mezőhegyes–Újszeged-vasútvonal

## Nyomvonal
Szeged a vásárhelyi vonallal párhuzamosan pályázott és nyert támogatást a Szegedet Makóval összekötő tram-train rendszer tervezésére. Ez a fejlesztési terv azonban műszakilag jelentősebb kihívást jelent, mivel elsődlegesen szükséges hozzá a déli Tisza-híd megépítésével a vasúti kapcsolat helyreállítása Szeged és Makó között. A szegedi vasúti Tisza-híd nem épült újjá a második világháború után, és mivel az egykori vasúti nyomvonalat azóta beépítették, a helyreállítása sem lehetséges. A jelenlegi tervek ezért új nyomvonalon tervezik a vasút átvezetését, a szegedi nagykörút vonalában összekötve az 1946 óta elvágott Újszegeden végződő Békéscsaba–Kétegyháza–Mezőhegyes–Újszeged-vasútvonalat Szeged Nagyállomásával. Az előzetes tanulmányterv közös pilléreken nyugvó, de különálló felszerkezetű közúti és vasúti hidat javasolt, melyet a nagyvasúti és tram-train vonatok is használhatnak majd. A körút kiépítése miatt a mai Újszeged állomás megszűnik, de a közelében új megállóhely létesül a pótlására. A tervek számolnak az esetleges aradi, temesvári vasúti kapcsolatok visszaépítésével, így a nemzetközi vasúti forgalom is áthaladhatna a hídon.
Tram-train építésére több tervváltozat is készült, a szegedi oldalon új, önálló szőregi és/vagy deszki nyomvonal kiépítésével, Makón a vágányok végződhetnek az autóbusz-állomásnál, vagy körjáratként továbbhaladhatnak Makó-Újváros vagy Makó-Újvásártér vasúti megállóhelyek felé, ahol a vasúti nyomvonalon térnének vissza Szegedre. Szintén készültek tervváltozatok a hódmezővásárhelyi tram-trainnel való összekapcsolására.

## Műszaki tartalom
Az összetettebb infrastruktúra-igények és magasabb költségek miatt a projekt megvalósítása kérdéses. A részletes tanulmányterv megállapította, hogy Szeged–Makó tram-train beruházás megtérülési mutatóit jelentősen rontja a híd és a vasúti összeköttetés kiépítési költsége, amennyiben a teljes költség a tram-train beruházást terheli. Amennyiben azonban a vasúti kapcsolat függetlenül kiépül, a tram-train megtérülővé válhat. A tanulmány a beruházás költségeinek csökkentését és megosztását javasolja, az alábbi módon:
- A projekt célja a Szeged–Makó elővárosi vasúti kapcsolat fejlesztése, első ütemben a tram-train kiépítése nélkül
  - A terveknek összhangban kell lenniük a tram-train későbbi kiépítésének lehetőségével, amely külön beruházásként 2020 után valósulhat meg.
- A hídon 4 helyett 2 közúti sáv és 2 helyett 1 vasúti vágány épül.
- A híd közúti le- és felhajtóinak kiépítését, valamint a Nagykörút befejezését Szeged városa egyéb forrásokból, saját beruházásban építi meg.
- A Szeged–Makó vonalszakasz felújítása csak a vasúti forgalom számára szükséges mértékben történik meg, a tram-train számára szükséges kétvágányú szakaszok nélkül.
- Szeged állomás vágányhálózata, illetve biztosítóberendezése teljes átépítésére nem kerül sor, csak a legszükségesebb mértékben történik beavatkozás a hídra vezető nyomvonal kiágaztatásával.